# Warder Cresson
Pour les articles homonymes, voir Cresson.
Warder Cresson, né le 13 juillet 1798 à Philadelphie et mort le 6 novembre 1860 à Jérusalem, est un diplomate américain, premier consul général des États-Unis à Jérusalem, quaker converti au judaïsme.

## Biographie

### Sa jeunesse
Warder Cresson descend en ligne directe de Pierre Cresson, un des premiers colons de Harlem (New York), dont le petit-fils Solomon s'installa à Philadelphie au début du XVIIIe siècle Le père de Warder Cresson, John Elliott Cresson (1773-1814), petit-fils de Solomon, a épousé, en 1795 Mary Warder.
Warder Cresson est un jeune homme très porté sur les questions religieuses et sociologiques. Bien que toute sa famille soit quaker, et qu'il ait été élevé dans cette foi, il publie, en 1830 un pamphlet intitulé Babylon the Great Is Falling! The Morning Star, or Light from on High, dans lequel il déplore tendances extravagantes et démoniaques de son époque, et exhorte tous les Quakers à mener une meilleure vie moins capricieuse.

### Rencontre avec Leeser
Il aborde ensuite une période de recherche identitaire religieuse, adhérant successivement à différentes sectes qui lui apparaissent comme représentant la véritable religion. Vers 1840, il fait connaissance d’Isaac Leeser (en), qui se prend d'intérêt pour lui, et Cresson commence à s'attacher profondément au judaïsme, rejetant toutes les autres formes de croyance. Cresson est aussi influencé par les écrits de Mordecaï Manuel Noah, qui croit que les Juifs vont bientôt retourner en Palestine, leur terre nationale.
Le 17 mai 1844, il est le premier à être nommé consul général américain à Jérusalem, bien qu'on ne retrouve actuellement aucune dépêche provenant de lui dans les dossiers du département d'État des États-Unis. Il décrit comme suit son départ pour Jérusalem :

« Au printemps 1844, je quitte tout ce qui m'est proche et cher sur terre. Je quitte la femme de ma jeunesse et six adorables enfants (plus chers pour moi que ma propre vie), et une excellente ferme ainsi que tout ce qui est confortable autour de moi. Je quitte tout cela à la poursuite de la Vérité, et seulement pour l'amour de la Vérité. »

Avant son départ, il se lance dans l'agriculture à Gwynedd, un faubourg de Philadelphie, où il acquiert une certaine compétence.

### Résidence à Jérusalem
Il est profondément touché par l'ambiance de la ville sainte, penche de plus en plus vers le judaïsme, et prend le nom de Michael C. Boaz Israel. Pendant ces années, de 1844 à 1848, il collabore fréquemment au magazine The Occident d'Isaac Leeser, consacrant de nombreux articles à la critique des méthodes de la London Society for Promoting Christianity Among the Jews (Société londonienne pour promouvoir le christianisme parmi les Juifs). À Jérusalem, il se rapproche de la communauté séfarade et se lie d'amitié avec le Ḥakham Jehiel Cohen et le grand-rabbin de l'époque Elyashar.
En 1848, il décide de devenir juif et, en mars, malgré une forte opposition du Beth Din et du grand-rabbin Abraham Ḥai Gagin, il est circoncis et reçu dans le judaïsme. Il retourne alors à Philadelphie en septembre de la même année, pour mettre en ordre ses affaires afin de pouvoir passer le restant de sa vie dans la ville sainte.

### Procès pour démence
Quand sa femme et ses proches apprennent son projet, ils accumulent tous les obstacles possibles afin de faire échouer ses plans. Il se brouille avec toute sa famille, à l'exception d'un de ses fils, et a d'énormes difficultés pour récupérer les biens qu'il leur avait confiés en son absence. Sa famille considère son action comme révélatrice d'une perte de discernement, et en mai 1849, sa femme, Elisabeth Townsend, et son fils Jacob font appel à la Cour et obtiennent un jugement de démence. Il fait appel du jugement et le procès en appel qui va durer six jours au mois de mai 1851, est une des plus célèbres affaires de l'époque : chaque côté a retenu les meilleurs avocats, et près de cent témoins sont appelés à la barre. La décision de la juridiction inférieure est annulée et Cresson est acquitté. À l'annonce du verdict, le Philadelphia Herald écrit :

« Ce procès a été une tentative pour contraindre la conscience par les horreurs d'un asile de fou, pour priver un homme de sa liberté civile et religieuse et pour jeter l'opprobre sur la foi juive ; mais le jury, avec une sagacité et une magnanimité (car ils étaient tous chrétiens) qui leur font grand honneur, ont défendu les principes des Droits américains et de notre Constitution républicaine. »

L'argumentaire d'Horatio Hubbell Jr., l'un des avocats de Cresson est publié en 1863 dans la revue The Occident avec des commentaires intéressants d'Isaac Leeser.
Pendant son séjour à Philadelphie, il fréquente régulièrement la synagogue Mickve Israel, prend une part active à la vie juive locale et observe rigoureusement les lois cérémonielles. Il écrit aussi des articles pour The Occident et en 1851 publie un livre assez embrouillé : The Key of David: David the True Messiah, or the Anointed of the God of Jacob (La clef de David: David le véritable Messie, ou l'oint du Dieu de Jacob), dont l'intérêt réside principalement en son caractère autobiographique.

### Colonie agricole en Palestine
Peu après la fin du procès, Cresson retourne à Jérusalem et soutient activement les efforts réalisés alors pour le développement de l'agriculture chez les Juifs de Palestine. À l'automne 1852, alors que Sir Moïse Montefiore et Judah Touro œuvrent dans le même sens, il annonce son intention d'établir une colonie agricole dans la vallée de Rephaïm (en).
En mars 1853, un article en provenance de Jérusalem parait dans les colonnes de The Occident, demandant attention et assistance pour son projet. Bien qu'empreint de beaucoup de théologie et parsemé de nombreuses citations de la Bible, on reconnait que l'article a été écrit par quelqu'un de familier des techniques agricoles de l'époque et qui a réfléchi aux sujets de l’éducation. La misère présente alors en Palestine doit pouvoir être résolue par l'établissement de colonies agricoles et les Juifs opprimés du monde entier pourront alors retourner à Sion. Une partie de l'article traite de l'éducation dans la colonie. Les ressources n'arrivant pas, ses plans sont voués à l'échec. Il semble cependant qu'il n'ait jamais renoncé et, de 1853 à 1856, The Occident publie de nombreux articles de lui sur ce sujet.
Ayant divorcé, lors de son procès aux États-Unis, peu après son retour à Jérusalem, il épouse Rachel Moledano, une Juive séfarade et vit la vie d'un Juif oriental pieux. Ils ont deux enfants, David Ben Zion et Abigail Ruth, qui mourront avant d'atteindre l'âge adulte. Il s'habille à l’orientale et devient un important responsable de la communauté. À sa mort, il est enterré au mont des Oliviers, avec les honneurs dus à rabbin important. Sa tombe ne sera redécouverte qu'en 2013,.
En plus des deux œuvres mentionnés ci-dessus, Cresson a publié, en 1844 : (en) The Two Witnesses, Moses and Elijah; The Good Olive Tree, Israel ; Shewing the Pre-eminence and Ascendancy of Israel in the Coming Dispensation, Above All Nations of the Earth et Jerusalem : The Center And Joy Of The Whole Earth, And The Jew The Recipient Of The Glory Of God.